# Gaulhofer
Gaulhofer je jedan od najvećih industrijskih tvrtki proizvođača prozora i ulaznih vrata u Austriji. Tvrtka ima sjedište u štajerskom Übelbachu.

## Vanjske poveznice
- Službena web stranica firme Gaulhofer  Arhivirana inačica izvorne stranice od 14. listopada 2011. (Wayback Machine)
- Visionäres für Visionäre  - Facebook stranica firme Gaulhofer
- Henning Mankell's DOORS